# Бин, Джейк
Джейк Бин (англ. Jake Bean; род. 9 июня 1998, Калгари) — канадский хоккеист, защитник клуба НХЛ «Калгари Флэймз».

## Карьера

### Клубная
На юниорском уровне играл за команду «Калгари Хитмен»; по итогам сезона 2014/15 он побил рекорд команды среди защитников-новичков за один сезон. В следующем сезоне заработал 64 очка (24+40), что сделало эти показатели рекордным в его карьере.
На драфте НХЛ 2016 года был выбран в 1-м раунде под общим 13-м номером клубом «Каролина Харрикейнз», с которой 9 июля 2016 года он подписал трёхлетний контракт новичка. Он вернулся в состав «Калгари Хитмен», где отыграл целый сезон по окончании которого был переведён в фарм-клуб «Каролины» «Шарлотт Чекерс».
По окончании сезона вернулся в «Хитмен», где стал альтернативным капитаном, но 9 января 2018 года был обменян в «Трай-Сити Американс».
Дебютировал в НХЛ 27 ноября 2018 года в матче с «Монреаль Канадиенс», в котором «Каролина» одержала победу со счётом 2:1. Отыграв в составе «ураганов» три сезона, но при этом совмещая игры за фарм-клуб, 23 июля 2021 года он был обменян в «Коламбус Блю Джекетс», с которым в качестве свободного агента 30 июля он подписал трёхлетний контракт.
1 июля 2024 года в качестве свободного агента подписал двухлетний контракт с «Калгари Флэймз» на сумму $3,5 млн.

### Международная
В составе молодёжной сборной играл на МЧМ-2017, где стал серебряным призёром и МЧМ-2018, где стал чемпионом мира.